# Cecilia Szperling
Cecilia Szperling (Buenos Aires, 1963) es una escritora, periodista, gestora cultural y activista argentina. Es reconocida internacionalmente por su activismo por los derechos de las mujeres y a favor de la despenalización del aborto.

## Biografía
Nació en Buenos Aires, Argentina. En 1997, publicó su primer libro: El futuro de los artistas, a través de un premio otorgado por la Fundación Antorchas. Luego editó, en 2006, Selección natural, novela finalista del Premio Clarín, traducida al inglés y publicada en el Reino Unido. Una década después publicó La máquina de proyectar sueños y, en 2018, El año de la militancia verde (e-book). También editó dos libros de entrevistas (Confesionario 1 y 2), en 2006 y 2007, respectivamente, con la editorial Eudeba.
En 2023 publicó la novela Las desmayadas, con la editorial Emecé, es la segunda parte de una saga de fábula autobiográfica.
Dictó talleres de Escritura Creativa en el Centro Cultural Rector Ricardo Rojas durante más de una década y en la Universidad Torcuato Di Tella, además de charlas en la Universidad de Ámsterdam y en la Universidad de Pittsburgh. Presentó su última novela, Las desmayadas en las universidades de Harvard, Princeton  y la feria del libro FILBO de Bogotá. 
Integra el comité del Festival Blue Metropolis, de Canadá. Fue integrante del Instituto Nacional contra la Discriminación, la Xenofobia y el Racismo (INADI), de Nosotras Proponemos y referente fundadora de Nosotras Proponemos Literatura. Participó activamente desde el ámbito artístico en el Proyecto de Ley de Interrupción Voluntaria del Embarazo.
«Mil horas», una popular canción del grupo de rock argentino Los Abuelos de la Nada, escrita en la década de 1980 por el músico Andrés Calamaro, fue compuesta e inspirada a partir de la amistad que Szperling mantuvo con el cantautor.

## Obras
- Las desmayadas (2023), Planeta/Emecé
- El año de la militancia verde (2018), Indielibros (e-book).
- La máquina de proyectar sueños (2016), Interzona Editora.
- Selección natural (2006), Adriana Hidalgo editora.
- El futuro de los artistas (1997), Ediciones de la Flor.

## Antologías
- Diez lugares contados,  II ,  (2019) (AA. VV.) EDITORIAL PLANETA,
- Con toda intención, 2005 , compiladores Gabriela Esquivada y Alfredo Grieco y Bavio, Editorial Sudamericana

### Audiovisuales
- La televisión y yo (2003), documental de Andrés Di Tella, coguionista.[12]
- Fotografías (2007), documental de Andrés Di Tella, coguionista.[13]